# 3rd Armored Division (Vereinigte Staaten)
Die 3rd Armored Division (deutsch 3. US-Panzerdivision) ist ein Großverband der US Army, der zurzeit inaktiv ist.

## Aufstellung, Spitzname und Abzeichen der Division
Seit ihrer Aktivierung am 15. April 1941 in Camp Beauregard, Louisiana, trug die Division den Spitznamen „Third Herd“ der dann in „Spearhead“ (deutsch: Speerspitze) geändert wurde.
Das Abzeichen der 3. Panzerdivision bietet das markante Bild, das charakteristisch für US-Panzerdivisionen ist. Es ist abgeleitet vom Symbol der Panzertruppe der US-Armee im Zweiten Weltkrieg; ein Dreieck in den Farben gelb, blau und rot, das die verschiedenen Waffengattungen innerhalb der Division repräsentiert: die Kavallerie, die Infanterie und die Artillerie.
Auf dem Dreieck befindet sich das Zeichen der früheren 7. mechanisierten Kavalleriebrigade, der Vorgängerin der modernen gepanzerten Einheiten. Die Panzerkette symbolisiert Beweglichkeit und Schutz durch Panzerung, die Kanone die Feuerkraft und der Blitz die Schnelligkeit bei auszuführenden Operationen. Dies sind die drei Haupteigenschaften der gepanzerten Truppe. Die arabische Ziffer an der Spitze des Dreiecks bezeichnet die dritte gepanzerte Division. Der Spitzname Spearhead, der offiziell vom Department of the Army genehmigt wurde, steht unterhalb des Dreiecks und ist fester Bestandteil des Abzeichens.

## Geschichte der Einheit

### Zweiter Weltkrieg
Nach der Landung an Omaha Beach am D-Day kämpfte sich die Spearhead Division quer durch Frankreich und Belgien nach Deutschland durch, wo sie bedeutende Städte wie Aachen, Köln, Bielefeld, Marburg und Paderborn einnahm. Am 30. März 1945 wurde der seit August 1944 zuständige Kommandeur Generalmajor Maurice Rose vom Kommandanten eines deutschen Tiger-Panzers in der Nähe von Paderborn erschossen, auf den er unerwartet traf, als er seinen Colt ziehen wollte. Am V-E-Day, dem 8. Mai 1945 stand die Division bei Dessau.
Bereits im September jenes Jahres wurden die ersten Einheiten zurück nach New York verlegt, kurz darauf wurde die Division deaktiviert.

### Kalter Krieg

#### 1950er, 1960er
Bereits im Sommer 1947 wurde die 3. Panzerdivision reaktiviert und diente acht Jahre als reine Trainingseinheit für Soldaten in Fort Knox, Kentucky, bis sie am 14. Juni 1955 als taktische Einheit reorganisiert wurde.
Die Division wurde angehalten, bis zum 1. Mai 1956 kampfbereit zu sein.
1956 verließ die Division das Brooklyn Army Terminal, um nach Westdeutschland zur 7. US-Armee (V. Korps) zu verlegen und dort die 4. US-Infanteriedivision im Rahmen der Operation Gyroscope abzulösen. Passenderweise wurden die Stabseinheiten auf der USNS Maurice Rose, benannt nach dem berühmten ersten Kommandeur der Division im Zweiten Weltkrieg, eingeschifft. Am 12. Mai kam das Combat Command A als die erste Einheit der Division in Bremerhaven an. Am 13. Mai wurde die Ayers-Kaserne in Kirch-Göns belegt.
Die 3. gepanzerte Division besetzte ihre Kasernen in Frankfurt, Fulda, Hanau, Gelnhausen, Büdingen, Friedberg, Butzbach und Kirch-Göns. Somit saßen die Kampftruppen der Spearhead direkt am Fulda Gap, wo die erste Stoßrichtung bei einer Invasion der Truppen des Warschauer Pakts vermutet wurde.
Am 1. Oktober 1958 trat der wohl berühmteste aller Spearheads in den Dienst der Stabskompanie des 1. Bataillon, 32. Panzerregiment: Elvis Presley.
Er diente zunächst als Private und später als Sergeant als regulärer Soldat in der Division, bis er im März 1960 ehrenhaft entlassen wurde. Sein Film G.I. Blues gab später seine Erfahrungen, die er während des Dienstes in der Division gemacht hatte, wieder.
1963 wurde die Spearhead im Rahmen des ROAD-Programms massiv umstrukturiert. Dies bewirkte unter anderem die Ablösung der Combat Commands durch Brigaden und die Erhöhung der Anzahl von Kampfbataillonen auf sechs gepanzerte und fünf Infanteriebataillone.

#### Vietnam
Während des Vietnamkrieges wurden in der Division ausgebildete Soldaten turnusmäßig nach Vietnam geschickt.

#### 1980er

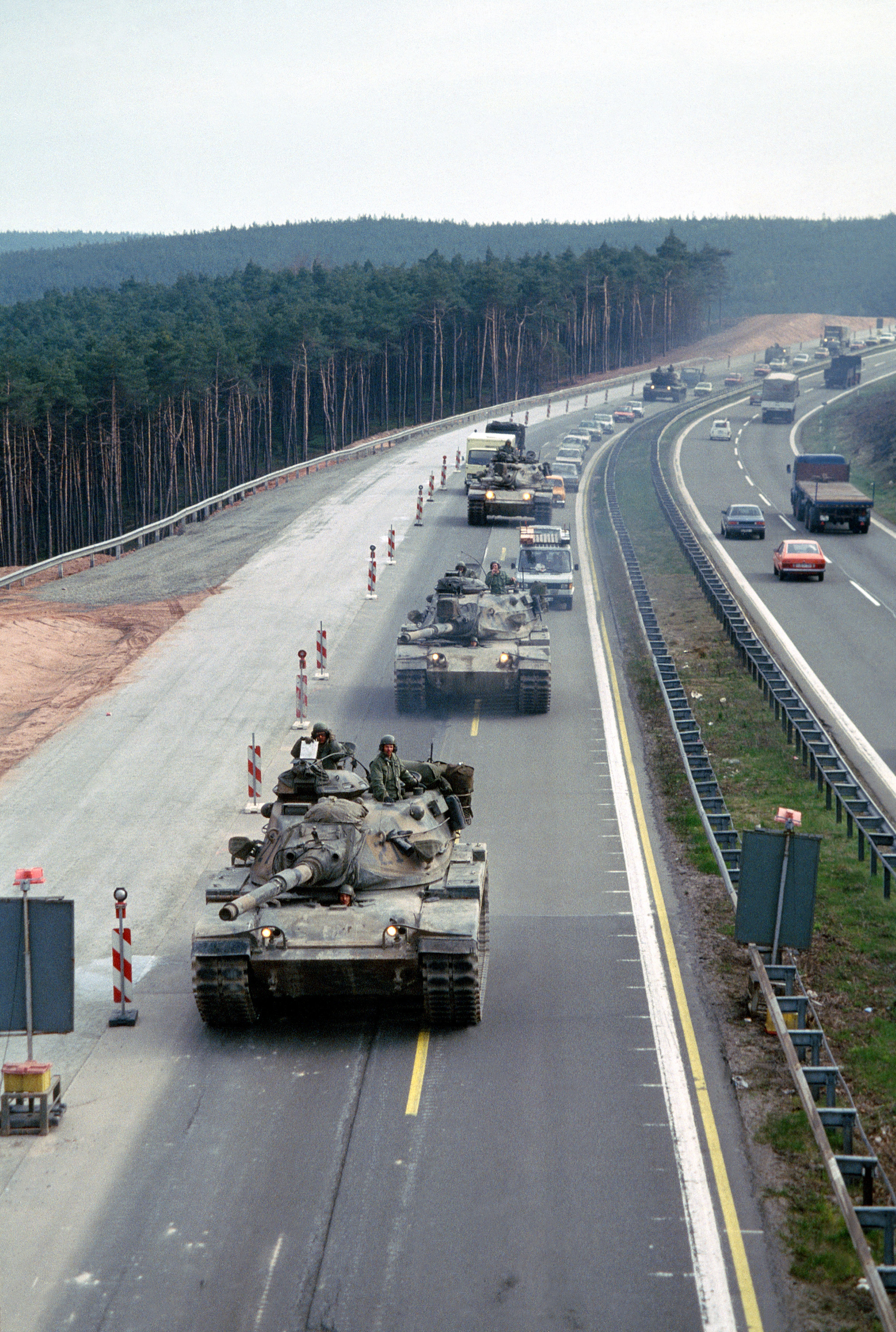
M-60A3 Panzer der Division auf der A 63 nahe der Ausfahrt bei der Sembach Air Base.

Mit dem Ende der 1970er kamen neue Aufgaben auf die Division zu. Die Armee, die sich gerade zu einer reinen Freiwilligen-Armee gewandelt hatte, benötigte das Jahrzehnt um sich von den Strapazen des Vietnamkrieges zu erholen.
Um den hohen Trainingsstandard zu halten, wurden Echtfeuerübungsschießen und Kampfmanöver auf den Truppenübungsplätzen Grafenwöhr, Hohenfels und Wildflecken abgehalten, dazu kamen die groß angelegten NATO-Manöver REFORGER, durch die die Sowjetunion abgeschreckt werden sollte.
Mit der Einführung neuen Großgeräts wie dem Kampfpanzer M1 Abrams wurde die Kampfkraft der Division erheblich gesteigert. Nachdem 1987 die Divisionsstruktur DIVISION '86 eingenommen wurde, kamen noch eine Heeresfliegerbrigade mit den modernen AH-64 Apache hinzu, ebenso wie die Einführung des Raketenwerfersystems MLRS. 1988 war die 3. US-Panzerdivision folgendermaßen stationiert und gegliedert:
- Stab und Stabskompanie in Frankfurt am Main
- 1. Brigade in Kirch-Göns (Gesamte Brigade!)
- 2. Brigade in Gelnhausen
- 3. Brigade in Friedberg (Hessen)
- 4. Brigade (Heeresfliegerbrigade) in Hanau-Erlensee mit der Cavalry in Büdingen
- DISCOM (Unterstützungskommando) in Frankfurt
- DIVENG (Pioniere) in Hanau
- DIVARTY (Artillerie) in Frankfurt
- MI Bn (Aufklärung) in Frankfurt
- ADA Bn (Flugabwehr) in Büdingen

Im gleichen Jahrzehnt stellte die US-Armee auf das heutige Regimentalsystem um, was das Zugehörigkeitsgefühl der Soldaten zu Einheiten auf dem US-Festland bewirken sollte. Dies hatte zur Folge, dass alte traditionelle Bande zwischen Divisionen und Regimentern aufgelöst wurden.
Für die Spearhead hieß das, dass die meisten Soldaten nun zwischen Fort Hood, Texas und Deutschland rotierten, eine kleine Minderheit zwischen Fort Benning, Georgia und Deutschland.
Im Rahmen dieses USARS-Programms (US Army Regimental System) verabschiedete die Division 1986 das 2. Bataillon, 33. gepanzertes Regiment, das 23 Jahre lang in der 1. Brigade gedient hatte. Das Personal des Bataillons verließ Deutschland nach Fort Hood, Texas, wo es der 1. Kavalleriedivision zugewiesen wurde. Im Gegenzug kam von der 1. Kavalleriedivision das 2. Schwadron, 5. Kavallerieregiment (ein gepanzertes Bataillon) zur 3. gepanzerten Division. Die 2-5 Cavalry diente nur drei Monate in der Division, bevor sie zum 4. Bataillon, 32. gepanzertes Regiment umbenannt wurde.
Am 19. Juni 1987 siegte eine Spearheadeinheit, der 1. Zug, D-Kompanie, 4. Schwadron, 8. Kavallerieregiment (ein gepanzertes Bataillon, vorher bekannt als 3. Bataillon, 33.
gepanzertes Regiment) bei der Canadian Army Trophy (CAT).

### Operation Desert Storm
1989 kam mit dem Fall der Berliner Mauer schließlich das Ende einer Ära. Das Ende des Kalten Krieges brachte den Abzug der sowjetischen Streitkräfte aus Mitteleuropa mit sich und machte die starke Militärpräsenz der USA in Deutschland überflüssig. So kam es zum Draw-Down, dem Abzug vieler Kampfbataillone, der US-Armee und somit zum Aus für die 3. US-Panzerdivision.
Kurz vor dem geplanten Abzug in Richtung Heimat kam es allerdings noch zum Ernstfall, als irakische Truppen in den Kuwait einfielen.
Während dieses Überfalls waren Stabsmitarbeiter der Division in Bad Kreuznach, um bei der 8. US-Infanteriedivision zu lernen, wie man Abzugspläne erstellt und durchführt. Die Spearheads selbst hatten bereits ihr Flugabwehrbataillon deaktiviert, was schnell wieder rückgängig gemacht wurde.
Am 8. November 1990 begann für die Spearhead die Operation Wüstensturm mit der Order zur Verlegung der Einheiten an den Golf und der Unterstellung zum VII. US-Korps. Am 17. Januar 1991 begann der Golfkrieg, der Einmarsch der ersten Bodentruppen in den Irak folgte am 24. Februar. Bereits nach 100 Stunden, am 28. Februar, war die Operation beendet und die feindlichen Truppen zurückgedrängt. Die Division hatte in dieser Zeit drei gepanzerte irakische Divisionen überrannt und 2552 Gefangene gemacht.
Bereits am 1. März 1991 wurde die Division als Korps-Reserve zurückgestellt und bekleidete Sicherungsaufgaben entlang der irakisch-kuwaitischen Grenze, sicherte und versorgte das Flüchtlingslager bei Safwan im Irak, was noch bis Mai 1991 fortgeführt wurde.
Bis Juni verlegte die komplette Division zurück nach Deutschland. Am 10. Juni 1991 fand eine große Siegesparade statt.

### Außerdienststellung
Dem letzten Einsatz der Division während der Operation Wüstensturm im Jahr 1991 folgte am 15. Februar 1992 während einer feierlichen Zeremonie in der Drake Kaserne in Frankfurt am Main die Außerdienststellung der Division. Sie wurde auf Nullstärke gesetzt, aber nicht deaktiviert.

## Kommandeure
| Damaliger Rang | Name                     | Zeitraum                       |
| -------------- | ------------------------ | ------------------------------ |
| Generalmajor   | Alvan C. Gillem, Jr.     | April 1941 bis Januar 1942     |
| Generalmajor   | Walton Walker            | Januar bis August 1942         |
| Generalmajor   | Leroy H. Watson          | August 1942 bis August 1944    |
| Generalmajor   | Maurice Rose             | August 1944 bis März 1945      |
| Brigadegeneral | Doyle O. Hickey          | März bis Juni 1945             |
| Brigadegeneral | Truman E. Boudinot       | Juni bis Juli 1945             |
| Brigadegeneral | Frank A. Allen, Jr.      | Juli 1945                      |
| Generalmajor   | Robert W. Grow           | Juli bis November 1945         |
| Generalmajor   | Ray T. Maddocks          | Juli 1947 bis April 1948       |
| Generalmajor   | Roderick R. Allen        | April 1948 bis Juni 1950       |
| Brigadegeneral | Raymond E. S. Williamson | Juni 1950 bis Februar 1951     |
| Generalmajor   | Ira P. Swift             | Februar bis Juli 1951          |
| Brigadegeneral | Arthur R. Walk           | Juli bis Oktober 1951          |
| Brigadegeneral | Raymond E. S. Williamson | Oktober 1951 bis November 1952 |
| Brigadegeneral | John T. Cole             | November bis Dezember 1952     |
| Generalmajor   | Richard W. Stevens       | Dezember 1952 bis Januar 1954  |
| Generalmajor   | Gordon B. Rogers         | Januar 1954 bis April 1955     |
| Generalmajor   | John Willems             | April 1955 bis Juli 1956       |
| Generalmajor   | Robert W. Porter         | Juli 1956 bis Januar 1958      |

| Damaliger Rang | Name                    | Zeitraum                         |
| -------------- | ----------------------- | -------------------------------- |
| Generalmajor   | Thomas F. Van Natta III | Januar 1958 bis Juli 1959        |
| Generalmajor   | Frederic J. Brown       | Juli 1959 bis Oktober 1960       |
| Generalmajor   | Creighton Abrams        | Oktober 1960 bis Mai 1962        |
| Generalmajor   | John R. Pugh            | Mai 1962 bis Februar 1964        |
| Generalmajor   | Berton E. Spivy, Jr.    | Februar 1964 bis März 1965       |
| Generalmajor   | Walter T. Kerwin, Jr.   | März 1965 bis Oktober 1966       |
| Generalmajor   | Welborn G. Dolvin       | Oktober 1966 bis April 1968      |
| Generalmajor   | Donald H. Cowles        | April 1968 bis August 1969       |
| Generalmajor   | Morgan G. Roseborough   | August 1969 bis Mai 1971         |
| Generalmajor   | William R. Kraft, Jr.   | Mai 1971 bis März 1973           |
| Generalmajor   | Jonathan R. Burton      | März 1973 bis Juni 1975          |
| Generalmajor   | Charles J. Simmons      | Juni 1975 bis November 1977      |
| Generalmajor   | Wallace H. Nutting      | November 1977 bis September 1979 |
| Generalmajor   | Walter F. Ulmer         | September 1979 bis Februar 1982  |
| Generalmajor   | Thurman E. Anderson     | Februar 1982 bis März 1984       |
| Generalmajor   | Richard G. Graves       | März 1984 bis Juni 1986          |
| Generalmajor   | Thomas N. Griffin, Jr.  | Juni 1986 bis März 1988          |
| Generalmajor   | George Joulwan          | März 1988 bis Juli 1989          |
| Generalmajor   | Paul E. Funk Sr.        | Juli 1989 bis April 1991         |
| Generalmajor   | Jerry R. Rutherford     | April 1991 bis Februar 1992      |